# Franciszek Ludwik Hébert
Franciszek Ludwik Hébert (fra.) François-Louis Hébert (ur. 14 września 1733 w Crouttes, zm. 2 września 1792 w Paryżu) – błogosławiony Kościoła katolickiego, męczennik, ofiara prześladowań antykatolickich okresu francuskiej rewolucji.
Wykształcenie zdobył w Caen, a w wieku dwudziestu trzech lat wstąpił do eudystów. Po przyjęciu święceń kapłańskich wykładał w seminarium duchownym i pełnił obowiązki prefekta, a od 1772 roku przełożonego w Tourettes. Przebywając w Paryżu zdobył uznanie jako kierownik duchowy i w 1782 roku podjął obowiązki sparaliżowanego przełożonego generalnego. W dniach 9 i 10 sierpnia 1792 roku, pełniąc funkcję spowiednika króla Ludwika XVI był przy władcy. Mimo iż po aresztowaniu króla uniknął zatrzymania, został później uwięziony. Był jedną z ofiar tak zwanych masakr wrześniowych, w których zginęło 300 duchownych i jednym z zamordowanych w klasztorze karmelitów 2 września 1792 roku.
W testamencie, który spisał na początku lat osiemdziesiątych, wyraził gotowość męczeństwa.
Dzienna rocznica śmierci jest dniem kiedy wspominany jest w Kościele katolickim.
Franciszek Ludwik Hébert znalazł się w grupie 191 męczenników z Paryża beatyfikowanych przez papieża Piusa XI 17 października 1926.